# Едгар Кеннеді
Едгар Кеннеді (повне ім'я Едгар Лівінгстон Кеннеді, англ. Edgar Livingston Kennedy; 26 квітня 1890, Монтерей — 9 листопада 1948, Лос-Анджелес) — американський кіноактор та кінорежисер.

## Біографія
За час своєї кінематографічної кар'єри, яка тривала з 1911 по 1948 рік, зіграв у 408 фільмах, останній вийшов на екрани в 1949 році — через рік після його смерті. Особливу популярність йому принесли короткометражні німі фільми кіностудії «Keystone Studios», з якою він почав співпрацювати в 1912 році. Його партнерами по сцені були Мейбл Норманд, Чарлі Чаплін, Роско Арбакл, брати Маркс і багато інших. Має іменну зірку на Голлівудській алеї слави.

## Вибрана фільмографія
- 1913 — Бенгвільська поліція / The Bangville Police
- 1913 — Драматична кар'єра Мейбл / Mabel's Dramatic Career
- 1913 — Жахливі помилки Мейбл / Mabel's Awful Mistakes
- 1913 — Сейф у в'язниці / Safe in Jail
- 1913 — Поїздка для нареченої / A Ride for a Bride
- 1913 — Шум з глибин / A Noise from the Deep
- 1914 — Мисливець за грабіжниками / A Thief Catcher
- 1914 — Знайомство, що відбулося / Getting Acquainted — поліцейський
- 1914 — Захоплений в кабаре / Caught in a Cabaret — господар кабаре
- 1914 — Марнотратники / The Rounders — немає в титрах
- 1914 — Тісто і динаміт / Dough and Dynamite — страйкуючий пекар
- 1914 — Нахабний джентльмен / Gentlemen of Nerve — поліцейський
- 1914 — Жорстока, жорстока любов / Cruel, Cruel Love — дворецький лорда
- 1914 — Джонні в кіно / A Film Johnnie
- 1914 — Перерваний роман Тіллі / Tillie's Punctured Romance
- 1914 — Найкращий мешканець / The Star Boarder
- 1915 — Своя дорога Мейбл / Mabel's Wilful Way
- 1918 — Міккі / Mickey
- 1936 — Сан-Франциско / San Francisco
- 1937 — Народження зірки/ A Star Is Born
- 1939 — Цей дивовижний світ / It's a Wonderful World
- 1944 — Це сталося завтра / It Happened Tomorrow — інспектор Малруні
- 1947 — Божевільна середа, або Гріх Гарольда Діддлбока / The Sin of Harold Diddlebock
- 1949 — Мрію про тебе / My Dream Is Yours